# Botão (Coimbra)
Botão é uma povoação portuguesa do Município de Coimbra que foi sede da extinta Freguesia de Botão, freguesia que tinha 17,27 km² de área e 1 588 habitantes (2011), e, por isso, uma densidade populacional de 92 hab/km².
A Freguesia de Botão foi extinta em 2013, no âmbito de uma reforma administrativa nacional, tendo sido agregada à Freguesia de Souselas, para formar uma nova freguesia denominada União das Freguesias de Souselas e Botão com sede em Souselas.
Botão foi vila e sede de concelho entre 1514 e o início do século XIX. Este era constituído apenas pela freguesia da vila e tinha, em 1801, 935 habitantes.

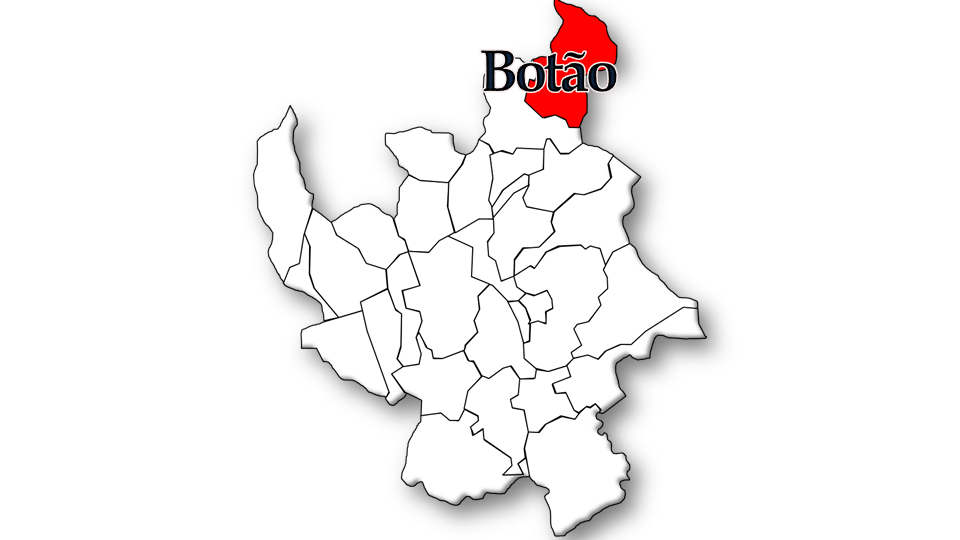
Localização no Município de Coimbra

## População
| População da freguesia de Botão | População da freguesia de Botão | População da freguesia de Botão | População da freguesia de Botão | População da freguesia de Botão | População da freguesia de Botão | População da freguesia de Botão | População da freguesia de Botão | População da freguesia de Botão | População da freguesia de Botão | População da freguesia de Botão | População da freguesia de Botão | População da freguesia de Botão | População da freguesia de Botão | População da freguesia de Botão |
| ------------------------------- | ------------------------------- | ------------------------------- | ------------------------------- | ------------------------------- | ------------------------------- | ------------------------------- | ------------------------------- | ------------------------------- | ------------------------------- | ------------------------------- | ------------------------------- | ------------------------------- | ------------------------------- | ------------------------------- |
| 1864                            | 1878                            | 1890                            | 1900                            | 1911                            | 1920                            | 1930                            | 1940                            | 1950                            | 1960                            | 1970                            | 1981                            | 1991                            | 2001                            | 2011                            |
| 1 036                           | 1 272                           | 1 236                           | 1 233                           | 1 329                           | 1 272                           | 1 331                           | 1 410                           | 1 522                           | 1 489                           | 1 571                           | 1 721                           | 1 625                           | 1 683                           | 1 588                           |

## Lugares
A extinta freguesia de Botão era formada pelo seguintes lugares:
- Botão
- Larçã
- Paço
- Outeiro do Botão
- Póvoa do Loureiro
- Mata de São Pedro
- Paúl

## Património
- Capelas de São Miguel de Outeiro e da Senhora da Lapa
- Cruzeiro
- Ruínas do convento
- Casa da Azinhaga
- Vestígios de solar manuelino
- Azenhas do Cubo
- Ladeira do Outeiro
- Trecho da ribeira do Botão
- Árvore do Freixo